# Abaújszina
Abaújszina (szlovákul Seňa) község Szlovákiában, a Kassai kerület Kassa-környéki járásában.

## Fekvése
Abaújszina a Hernád völgyében, Kassától 17 kilométerre délre fekszik, körülbelül 3 km-re a magyar határtól található. A Kassa–Hidasnémeti vasútvonal mellett fekszik.

## Története
Arra, hogy Szina már a korai időkben is lakott volt, bizonyítékul szolgál egy ott talált körülbelül 400 000 éves kőeszköz. Ennek alapján úgy feltételezik, hogy Szina a legrégebben lakott település egész mai Szlovákia területén. A kutatások bebizonyították, hogy a késő bronzkorban is település állott a mai helyén. Emellett találtak késő bronzkori leleteket is. A hely az időszámításunk előtti 5.-6. századig lakott volt. A településen megfordultak az avarok is.
Az Árpád-házi királyok idején Szina királyi birtok volt és az abaújvári várhoz tartozott. IV. Béla király idegen hospeseket hozatott Szinára, akiknek Bocsárd és Kenyhec határában lévő földeket adományozott, illetve olyan kiváltságokat és jogokat, amellyel Kassa lakói rendelkeztek. Ezek a jogok fizetési és bírósági jogok voltak főleg, emellett engedélyezte, hogy piacokat létesítsenek (szabadkereskedelmi jog). A legfontosabb adomány azonban a városi rangra emelés volt. Az erről szóló okmány 1249. április 13-án keletkezett. Béla király 1255-ben hozzácsatolta Cana (Chou) földjeit. A város 1317-ben saját önkormányzattal rendelkezett. Az 1332-37. évi pápai tizedjegyzék Zina alakban említi, amikor a plébános, Jan 20 garas tizedet fizetett.
1390-ben előbb zálogjogon, 1402-ben pedig adományként a Perényi család (Perényi Miklós) nyeri el a települést Zsigmond királytól. Az 1427-es összeírás 91 portát talált Szinán. (1553-ban az összeírás már csak 35 portát talált.) Perényi Péter 1423-as halálával a város a Rozgonyi család birtokába kerül. 1469-ben zálogjogon a Buzlai családé lett. Mint országút mentén elterülő település fontos vámszedőhely és harmincadszedőhely volt. Rozgonyi Istvánnak nem született fia, ezért leányának, Katalinnak kezével Báthory Andrásra, majd 1525-ben fiaikra: Istvánra és Györgyre szállt a település birtokjoga.
A mohácsi vészt követő harcokban igen nagy terhet rónak a lakosságra, ebből kifolyólag a város is sokat szenvedett. 1528-ban itt ütköztek meg I. (Szapolyai) János és Johann von Katzianer seregei (Szinai csata), de János csapatai döntő vereséget szenvedtek és a királynak Lengyelországba kellett menekülnie. 1566-ban Schwendi Lázár felsőmagyarországi kapitány táborozik Szinán, hogy innen induljon a török elleni harcokba. 1652. szeptember 20-án a török megtámadta Szinát és leégette azt.
Az 1600-as években forgalmas hely, ahol vendégfogadó is működik 1640-ben. A megye rendjei hol Szinán, hol pedig Göncön tartották a közgyűléseiket. A 17. század második felében veszítette el jelentőségét: lakóinak nagy részét és városi jellegét. A kuruc-labanc háborúk, valamint az 1711-ben tomboló pestis járvány csaknem teljesen megsemmisítette az egykor virágzó várost. 1715-ben csupán 14 jobbágy és 5 zsellér háztartása szerepel az összeírásban. Lakosságát a 18. század végén római katolikus tótokkal és görögkatolikus vallású ruténokkal egészítették ki. 1782-ben helyreállították a római katolikus plébániát, melynek első kegyura Benyovszkyné Ocskay Erzsébet (Vágbori, 1842. július 27. – Görcsöny, 1931. október 25.) lett.
A 18. század végén Vályi András így ír róla: „Magyar falu Abaúj Várm. földes Urai Sós, és több Uraságok, lakosai katolikusok,  és reformátusok, fekszik Kenyhetzhez nem meszsze, mellynek filiája; határja jól termő, vagyonnyai külömbfélék, piatzok Kassán nem meszsze.”
Fényes Elek 1851-ben kiadott geográfiai szótárában így ír a faluról: „Szinna, (Senya) magyar-tót-orosz falu, Abauj vmegyében, Kassához délre 4 1/2 mfldnyire, a pesti országutban, 762 r., 240 g. kath., 27 evang., 397 ref., 159 zsidó lak. Ref. anyaszentegyház. Synagóga. Sok korcsma; síkon fekvő szántóföldei bő termékenységüek. F. u. Patay, Marjássy, Soós, Óvári, Bernáth, Dézsy s m.”
A 19. században népessége alig nőtt. 1908-ban hatalmas tűz söpört végig a falun, 4000 koronás kárt okozva. Borovszky monográfiasorozatának Abaúj-Torna vármegyét tárgyaló része szerint: „Szina 200 házzal biró 1333 magyar és tót lakosu község, körjegyzőséggel és postaállomással. Távirója Hidas-Németi. E községnek a vármegye történetében nem egyszer volt szerepe. Közgyülést is tartottak itt. Katholikus templomának alapja nagyon régi. Plébániájának visszaállítása után 1782-ben első pátronusa Benyovszky szül. Ocskay Erzsébet volt. A községben jól berendezett szeszgyár működik. Teleky László nagybirtokosnak csinos kastélya van itt.”
A trianoni diktátumig Abaúj-Torna vármegye Kassai járásához tartozott. A trianoni szerződés értelmében Csehszlovákiához csatolták, majd az első bécsi döntés 1938-ban újra magyar területnek nyilvánította. A német megszállás alól román csapatok szabadították fel 1944 decemberében. A német csapatok ezután is a térségben maradtak, csak 1945. január 19-én, Kassa felszabadítása után távoztak.
Egybeépült a tőle délre fn 2170 lakosából 1875 szlovák, 1ekvő Kenyheccel. 1964 és 1986 között összevonták Kenyheccel és Migléccel, Hraničná pri Hornáde néven alkottak közös települést. 1986–1992 között Migléc része; azóta már önálló település.

## Népesség
1880-ban 1413 lakosából 875 magyar és 404 szlovák anyanyelvű volt.
1890-ben 1333-an lakták, ebből 997 magyar és 228 szlovák anyanyelvű.
1900-ban 1546 lakosából 1152 magyar és 322 szlovák anyanyelvű.
1910-ben 1528-an lakták, közülük 1400 magyar, 104 pedig szlovák anyanyelvű.
1921-ben 1580 lakosából 1104 magyar és 327 csehszlovák.
1930-ban 1519 lakosából 463 magyar és 821 csehszlovák volt.
1941-ben 1669-en lakták, ebből 1584 magyar és 54 szlovák.
1991-ben 2370 lakosából 481 magyar (20%) és 1866 szlovák.
2001-ben 2084 lakosából 1819 fő szlovák és 228 magyar volt.
2011-ben 2091 lakosából 1703 fő szlovák és 252 magyar.
2021-ben 2170 lakosából 1875 szlovák, 182 magyar (8,4%), 21 cigány, 11 cseh, 8 ukrán, 1 morva, 1 albán, 4 ismeretlen nemzetiségű.
| Év:            | 1994. | 2004.    | 2014.   | 2024.   |
| -------------- | ----- | -------- | ------- | ------- |
| Emberek száma: | 1926  | 2122     | 2095    | 2228    |
| Eltérés:       |       | +10,17 % | -1,27 % | +6,34 % |

| Év:            | 2023. | 2024.   |
| -------------- | ----- | ------- |
| Emberek száma: | 2212  | 2228    |
| Eltérés:       |       | +0,72 % |

## Névváltozatok
- 1249 – Scena, Schena
- 1251, 1255, 1261, 1267, 1290 – Scynna
- 1295, 1317 – Zyna
- 1335 – Syna
- 1332-1337 – Scyna
- 1338 – Zyna
- 1348 – Scina
- 1351 – Scyna
- 1390, 1427 – Syna
- 1430 – Zyna
- 1773 – Magyar: Szina; Szlovák: Senya
- 1808 – Magyar: Szina; Szlovák: Seňa

## Nevezetességei
- Református templom
- Római katolikus templom
- Papírmalmát 1830-ban említik
- Zsinagógája is volt, ami a vasútállomásra vezető út mentén helyezkedett el, a zsidófürdő közelében; temetőjük a falutól nem messze található[8]
- Szeszfőzde, amit 1869-ben említenek,[9] illetve a Lang család által 1896-ban alapított[10]
- Kastélyát a Telekiek építtették klasszicista stílusban

## Neves személyek
- Abaújszinán született Potta Géza prímás (1933. február 25.-2007), a Népművészet Mestere díj kitüntetettje
- Itt született Jaszlinszky András rozsnyói kanonok, jezsuita természettudós, egyetemi tanár 1715. szeptember 1-jén (†1783)
- Itt hunyt el 1803-ban Fáy Pál országgyűlési követ.